# Bendahl
Bendahl ist ein Ortsteil in der bergischen Großstadt Wuppertal, der auf einen der mittelalterlichen Ursprungshöfe Barmens zurückgeht.

## Lage und Beschreibung
Bendahl bzw. das Tal des Bendahler Bachs liegt im Westen des Wohnquartiers Hesselnberg im Wuppertaler Stadtbezirk Barmen an der Grenze zum Stadtbezirk Elberfeld. Der Norden des Bendahls in der Talmulde ist innerstädtisch bebaut, nach Süden lockert die Wohnbebauung auf und Kleingartenanlagen, Grünflächen und das Waldgebiet Christbusch schließen sich an. Die steilen Hänge des Bachtals sind überwiegend bewaldet.
Im Taleingang unterhalb der Bahnstrecke befindet sich das Fachmarktzentrum Wicküler City. Der Skulpturenpark Waldfrieden des Bildhauers Tony Cragg bei der Villa Waldfrieden entwickelte sich seit seiner Gründung im Jahr 2008 zu einem Anziehungspunkt für Kunstinteressierte. Ein weiterer Anziehungspunkt ist das Kommunikations- und Veranstaltungszentrum die börse, das 1996 in den Ortsteil zog. Im Süden liegt das Alfred-Panke-Bad der Wasserfreunde Wuppertal e. V.

## Etymologie

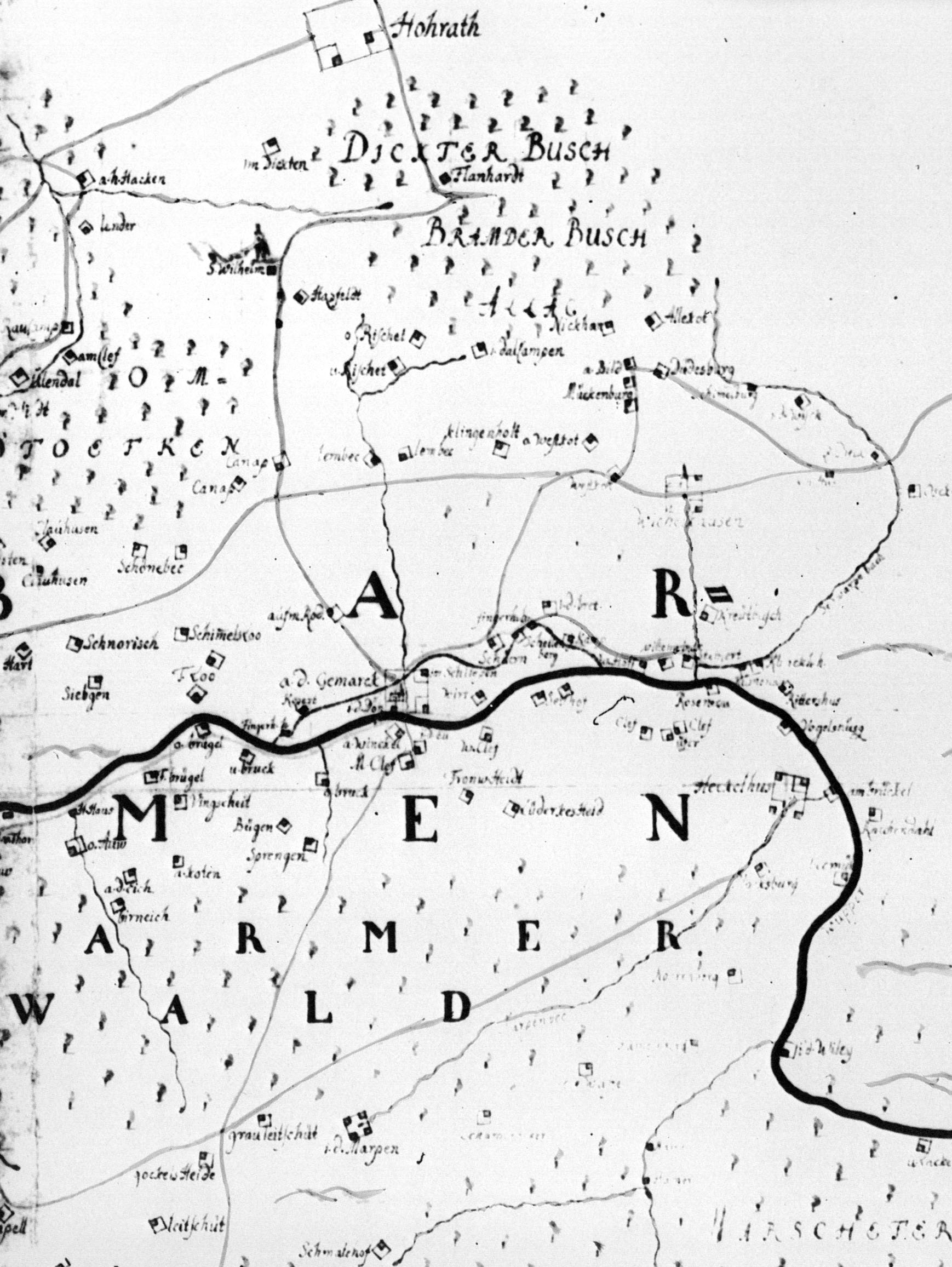
Karte der Hofschaften im Gebiet des heutigen Barmen von Erich Philipp Ploennies (1715)

Der Name Bendahl ist eine Ableitung des ursprünglichen Namens Barendahl (= Bärental, Tal der Bären). Ob in dem Tal tatsächlich Bären lebten oder es sich bei Bär um einen Eigennamen handelte, ist nicht bekannt. Weitere Namensformen sind Bardendaell (1567), Berrendahl (1641), Berndahl und Pandahl (1715).

## Geschichte

### Frühe Neuzeit
Die früheste mit Datum gesicherte Erwähnung Bendahls stammt aus der Beyenburger Amtsrechnung (Abrechnung des Rentmeisters an die Bergisch-herzogliche Kameralverwaltung) des Jahres 1466. Aus dieser geht hervor, dass der Wohnplatz Bendahl zu dieser Zeit ein Kotten, also ein kleinerer Hof, war. Dieser Hof lag an der heutigen Buschstraße in Höhe des Fußwegs, der die Verlängerung der Hirschstraße ist.
Aufgrund der ungenügenden Quellenlage ist es nicht belegt, aber möglich, dass Bendahl zu den bereits im Jahr 1244 genannten „Gütern in Barmen“ („Bona de Barme“) im kurkölnischen Gebiet gehörte, die von dem Grafen Ludwig von Ravensberg als Allod in den Besitz der Grafen von Berg unter Graf Heinrich IV. übergingen. Territorial lag das Gebiet um Bendahl als Teil von Unterbarmen ab dem späten 14. Jahrhundert im bergischen Amt Beyenburg. Kirchlich gehörte es bis zur Einrichtung einer eigenen Barmer Pfarrei dem Kirchspiel Elberfeld an.
Der Bendahler Bach war im Spätmittelalter und der frühen Neuzeit die Grenze zwischen den bergischen Ämtern Elbderfeld und Beyenburg. Diese Grenze war laut einer Gemarkenkarte des Johann von der Waye mit der Elberfelder Linie der bergischen Landwehr gesichert.
1715 wird Bendahl als Pandahl auf der Topographia Ducatus Montani des Erich Philipp Ploennies verzeichnet. Mit den übrigen Höfen in der Bauerschaft Barmen war Bendahl bis 1806 Teil des bergischen Amtes Beyenburg.
1815/16 werden 90 Einwohner gezählt. Der laut der Statistik und Topographie des Regierungsbezirks Düsseldorf 1832 als Ackergut kategorisierte Ort wurde als Bendahl bezeichnet und besaß zu dieser Zeit acht Wohnhäuser und vier landwirtschaftliche Gebäude. Zu dieser Zeit lebten 98 Einwohner im Ort, davon vier katholischen und 94 evangelischen Glaubens.

### Industrialisierung und Interessengemeinschaft Bendahl
Mit dem Bau der Bahnstrecke Elberfeld–Dortmund und dem nahen Elberfelder Landgericht (1852) auf der Gerichtsinsel begann die großflächige Besiedlung des Bereichs. Das Gefängnis Bendahl wurde 1864 für die Stadt Elberfeld errichtet. Weiter südlich befand sich später das Bad Bendahl.
Nach dem Zweiten Weltkrieg plante man eine „Entlastungsstraße“ auf dem Wuppertaler Südhang, die aber östlich von Elberfeld nie begonnen wurde. Ab 1974 projektierte die Stadt stattdessen den sogenannte Abstieg Bendahl, eine Verbindung der Ronsdorfer Straße auf dem westlichen Hang zur Bundesstraße 7 im Tal der Wupper. Als Reaktion und für den Weiterbetrieb des Freibades gründete sich 1981 die Interessengemeinschaft Bendahl (IGB).
Das Freibad wurde 1982 geschlossen und sollte vorübergehend in eine Grün- und Freizeitfläche umgewandelt werden. Die IGB baute mit der BUND-Kreisgruppe und der Stadtverwaltung das Gelände in einen naturnahen Bürgerpark mit einem Teich um. 1984 beschloss der Stadtrat, den Abstieg Bendahl nicht mehr zu verfolgen. Die IGB wandelte sich daraufhin in einen Bürgerverein, der sich der Pflege des Bendahler Parks widmete. Er verstand sich auch als Interessenvertretung der Menschen in der östlichen Südstadt und am Hesselnberg und bestand noch einige Jahre weiter.